# Panzers Wespenbock
Panzers Wespenbock (Necydalis ulmi) ist ein Käfer aus der Familie der Bockkäfer, der entfernt einer großen Schlupfwespe ähnelt. Die Art kann leicht mit Necydalis major verwechselt werden Der stattliche Käfer ist ziemlich selten und entwickelt sich meist in alten Eichen.
Die Art wird in der Roten Liste gefährdeter Arten Deutschlands, sowie in den Ländern Bayern, Brandenburg und Sachsen unter der Kategorie 1 (vom Aussterben bedroht) geführt. In Mecklenburg-Vorpommern, Nordrhein-Westfalen, Rheinland-Pfalz, Sachsen-Anhalt und Schleswig-Holstein gilt sie als ausgestorben oder verschollen.

## Bemerkungen zum Namen und Systematik
Der Name Wespenbock ist darauf zurückzuführen, dass wegen der in Ruhe ungefaltet dem Hinterleib aufliegend gut sichtbaren häutigen Hinterflügel und der leicht zu übersehenden Flügeldecken der Käfer stark an eine große Schlupfwespe erinnert. Der Gattungsname Necydalis wird bereits von Aristoteles gebraucht, allerdings nicht für einen Käfer, sondern für eine Art Seidenspinner.
Linné übernimmt den Namen „Necydalis“ bereits 1735 in der ersten Ausgabe seiner Systema naturae. In der 10. Ausgabe 1758 wird die Gattung Necydalis unter Nr. 190 (S. 84/421) mit den Worten beschrieben: Antennae setaceae, elytra diminiata, Ala nudae, Cauda simplex (lat. Fühler fadenförmig, Flügeldecken verkleinert, Flügel unbedeckt, Körperende einfach (nicht mit Anhängen wie beim Ohrwurm, der von Linné zu den Coleoptera gerechnet wird)). Die Gattung wird unter Verletzung der aus früheren Ausgaben übernommenen Durchnummerierung vor Kurzflügler und Ohrwurm gestellt. Sie enthält nur zwei Arten, einen großen Wespenbock Necydalis major (lat. major größer) und einen kleinen Wespenbock Necydalis minor (lat. minor kleiner).
Später wurde bei genauer Betrachtung der Anatomie klar, dass der kleinere Wespenbock sich so grundsätzlich vom größeren unterscheidet, dass er als Molorchus minor in eine andere Gattung gestellt wird. Beim großen Wespenbock fiel zuerst Büttner auf, dass die Larven der einen Art sich in Weichholzarten (Pappel, Weide) entwickelten, eine andere Art dagegen Hartholz bevorzugte. Die anatomischen Unterschiede der Imagines dieser beiden Arten wurde durch Chevrolat herausgearbeitet. Er spaltete von Necydalis major die neue Art Necydalis ulmi (lat.úlmi, auf Ulme, Rüster) ab und benannte sie so, weil sie sich unter anderem in Ulmen entwickelt.
Unabhängig von Chevrolat beschrieb der Deutsche Panzer ebenfalls die in Hartholz lebende Form des Wespenbocks unter dem Namen Necydalis abbreviata Panz. und Reitter führt sie als Necydalis Panzeri Harold synonym zu Necydalis abbreviata Panz., wodurch sich der deutsche Name „Panzers Wespenbock“ erklärt.
In Europa ist die Gattung Necydalis nur mit Necydalis major und Necydalis ulmi repräsentiert. Weltweit umfasst sie jedoch mindestens vier Untergattungen mit weit über fünfzig Arten.

## Merkmale des Käfers

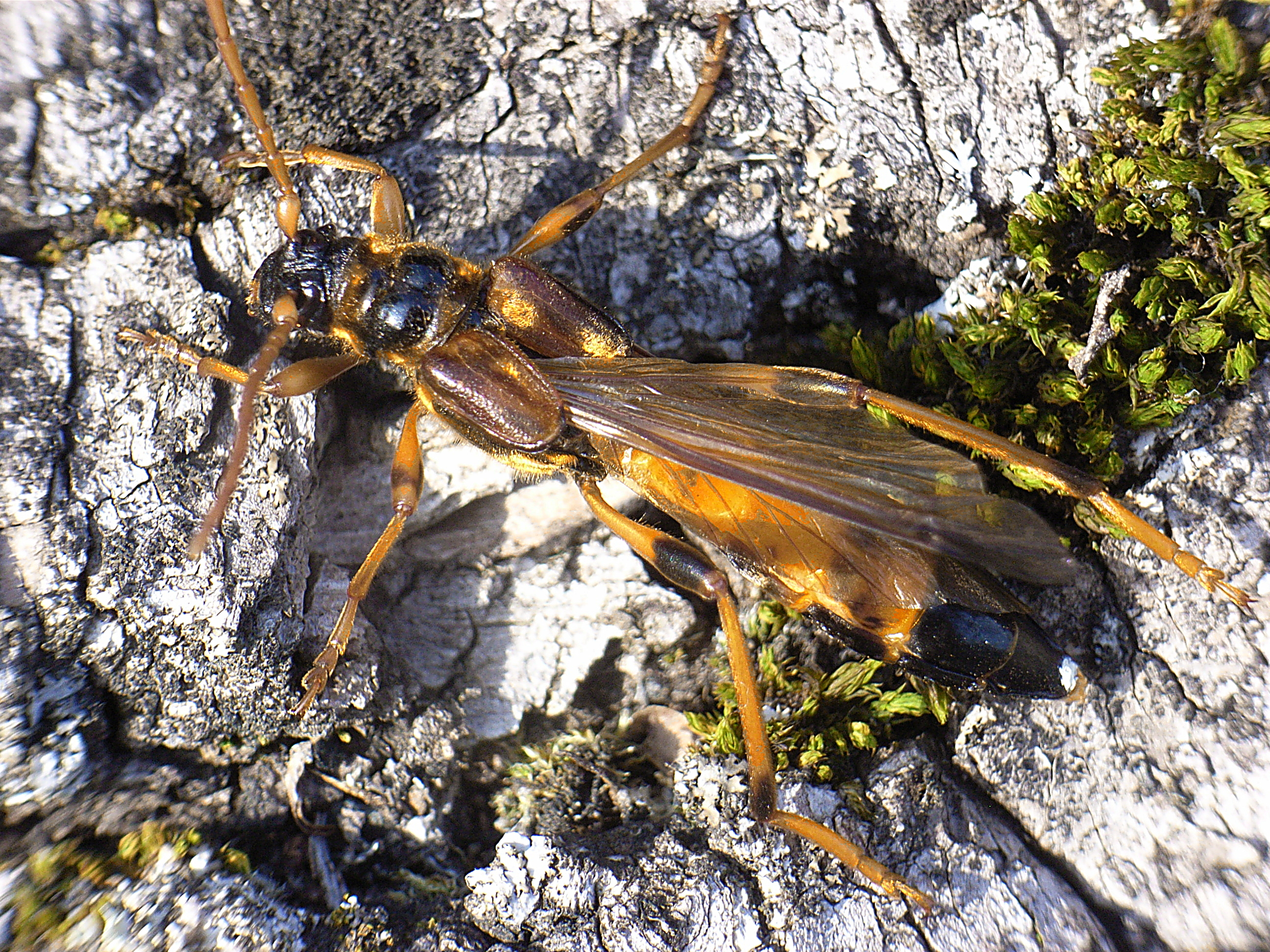
Bild 1: Ansicht von oben, Flügel beschädigt

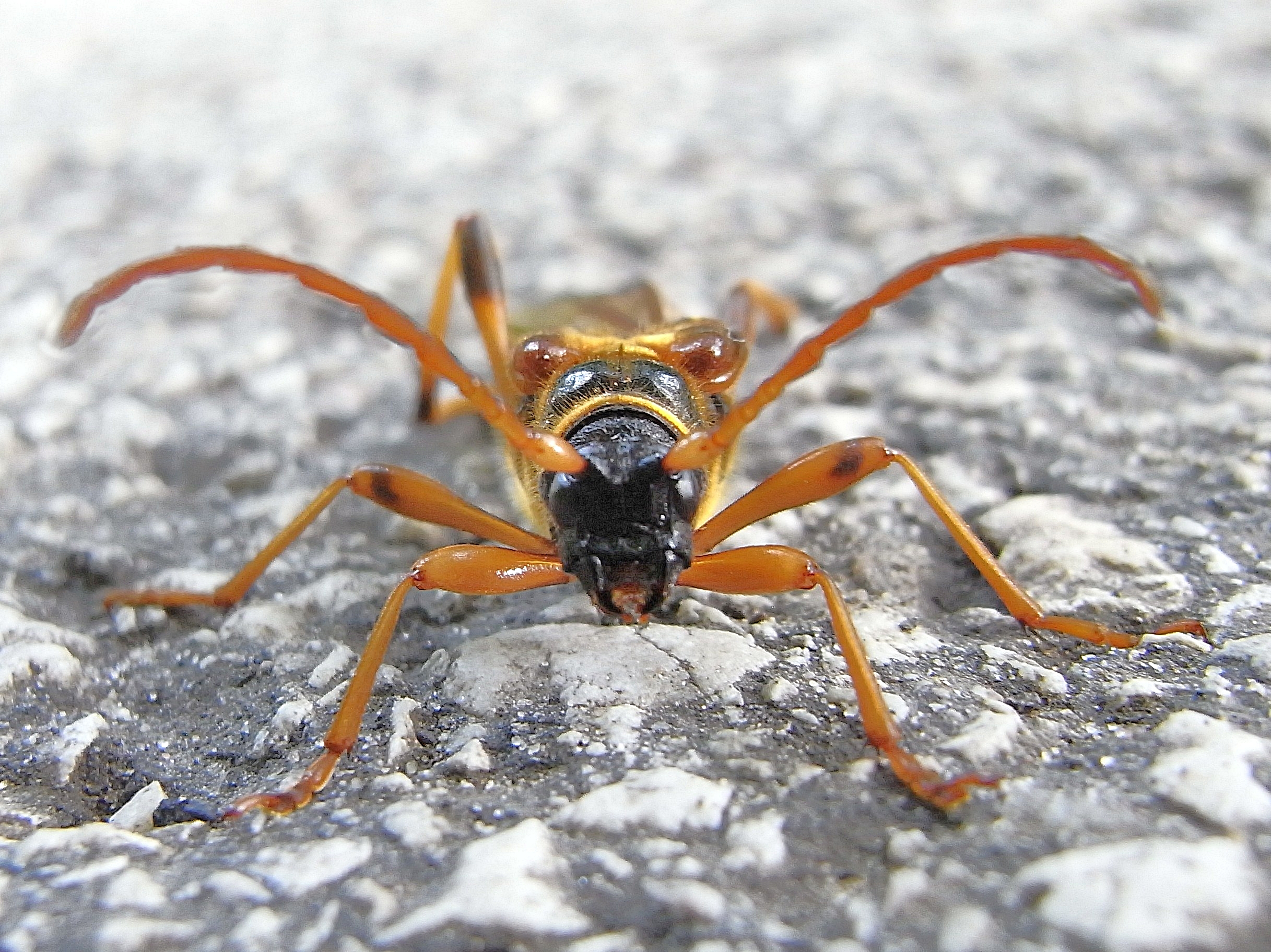
Bild 2: Vorderansicht

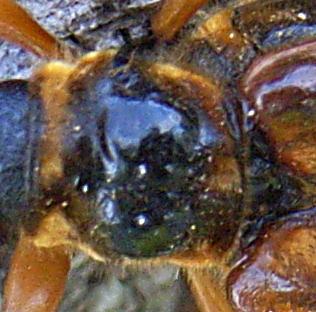
Bild 3: Behaarung der Vorderbrust

Mit 19 bis 21 Millimeter Länge gehört Panzers Wespenbock zusammen mit dem Großen Wespenbock zu den beiden mitteleuropäischen Käferarten, die sich durch ihre Größe deutlich von anderen Bockkäfern mit verkürzten Flügeldecken (Gattung Molorchus) unterscheiden.
Kopf, Halsschild und Hinterleib sind größtenteils schwarz, Teile des Hinterleibs gelbrot. Die Beine sind gelbrot, die Spitzen der Hinterschenkel und Hinterschienen angedunkelt.
Der Kopf ist von oben gesehen breiter als lang, die Mundwerkzeuge zeigen nach unten. Die Fühler sind fadenförmig und erreichen nur etwa die halbe Körperlänge. Der Kopf schließt breit an den Halsschild auf.
Die Flügeldecken sind klein, braun, an der Spitze einzeln abgerundet und goldgelb behaart. Sie bedecken nur den zweiten Brustabschnitt, aber nicht einmal teilweise die Hinterflügel.
Männchen und Weibchen sind am Hinterleibsende leicht zu unterscheiden. Bei den Weibchen ist dieses spitz, bei den Männchen breit abgerundet. Die Unterscheidung zwischen Panzers Wespenbock und Großem Wespenbock ist nicht einfach. Bei den Männchen unterscheidet sich die Farbe der Hinterleibsglieder und der Beine; da die Färbung jedoch variiert, ist dies kein sicheres Unterscheidungsmerkmal. Das fünfte Hinterleibssegment des Männchens ist bei Panzers Wespenbock auf der Unterseite über die ganze Länge tief und breit eingedrückt, beim Großen Wespenbock dagegen nur am Ende. Bei den Weibchen sind das 4. und 5. Hinterleibssegment unten beim Großen Wespenbock fast gleich punktiert, bei Panzers Wespenbock dagegen ist das fünfte Hinterleibssegment weniger dicht, aber gröber punktiert als das vierte.
Außerdem ist Panzers Wespenbock seitlich am Pronotum dicht und lang abstehend gelblich behaart (Bild 3). In Mitteleuropa gilt dies für den Großen Wespenbock nicht, im Osten des Verbreitungsgebietes ist dieses Unterscheidungsmerkmal aber nicht sicher.

## Biologie
Die waldbewohnende Art ist hauptsächlich in urständigen Laubwäldern und alten Parkanlagen zu finden. Die Imagines findet man gewöhnlich auf Doldenblütlern oder an den Brutbäumen. Sie fressen Pollen und Holz. Der Käfer erscheint im Juli, im Westen des Verbreitungsgebietes auch früher.
Die Larve von Panzers Wespenbock entwickelt sich in alten Laubbäumen, hauptsächlich in Buche, Eiche und Ulme, in morschen Stämmen oder starken absterbenden Ästen noch lebender Bäume.
Die Eier werden in Baumhöhlen mit Pilzbefall abgelegt. Die Larve lebt in einem rotbraunen bis gelben Substrat, welches bei der Tätigkeit verschiedener holzzerstörender Pilze entsteht. Das Pilzmycel umgibt die Larvengänge und die dabei entstehende charakteristische Färbung verrät die Anwesenheit der Art. Der Lebenszyklus beträgt drei bis vier Jahre.

## Verbreitung
Das Verbreitungsareal erstreckt sich von Spanien bis in die Ukraine und nach Belarus. Auch Gebiete westlich des Kaukasus werden erreicht. Im mittleren und östlichen Südeuropa umfasst das Verbreitungsgebiet Italien und Griechenland. Man findet den Käfer dabei von Meereshöhe bis in Lagen von 800 Meter.